# San Andreas (California)

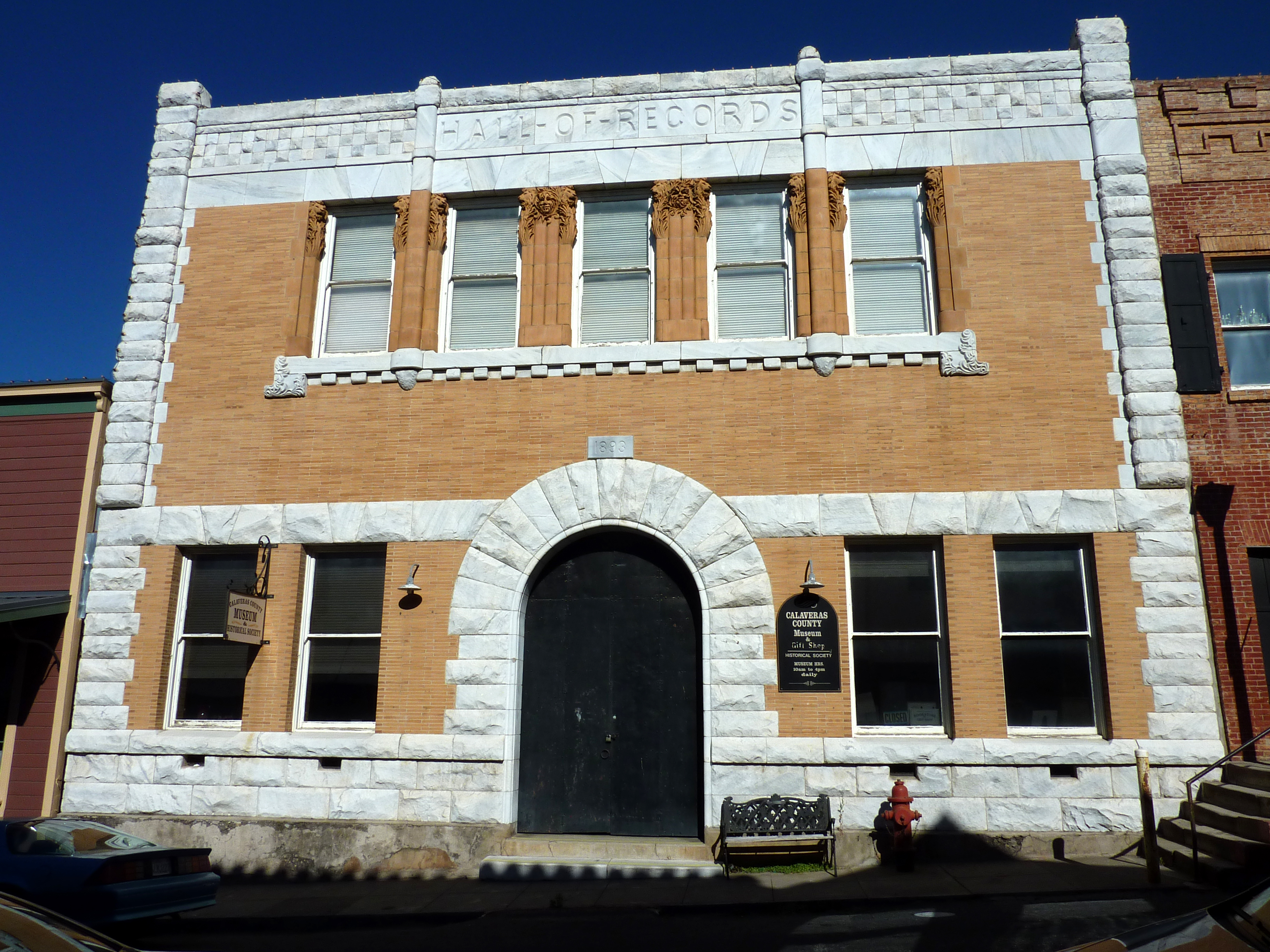
Antigua sede del Tribunal de justicia del Condado de Calaveras, San Andreas.

San Andreas es un lugar designado por el censo y sede de condado del condado de Calaveras en el estado estadounidense de California. En el año 2020 tenía una población de 2.994 habitantes y una densidad poblacional de 132,48 personas por km².

## Geografía
San Andreas se encuentra ubicado en las coordenadas 38°11′N 120°40′O / 38.183, -120.667. Según la Oficina del Censo, la ciudad tiene un área total de 22,6 km² (8,7 mi²), de la cual 22,6 km² (8,7 mi²) es tierra y 0 km² (0 mi²) (0%) es agua.

## Demografía
Según la Oficina del Censo en 2000 los ingresos medios por hogar en la localidad eran de $32.500, y los ingresos medios por familia eran $37.969. Los hombres tenían unos ingresos medios de $39.583 frente a los $24.500 para las mujeres. La renta per cápita para la localidad era de $16.813. Alrededor del 14,8% de la población estaba por debajo del umbral de pobreza.

## Otros usos
El nombre de esta ciudad y el de la falla de San Andrés (San Andreas Fault, en inglés) inspiraron la creación del ficticio Estado de San Andreas, lugar donde transcurre la acción del videojuego Grand Theft Auto: San Andreas, desarrollado y distribuido por Rockstar North y Rockstar Games.[cita requerida]